# Сава Протич
Сава Симеон Протич Наумович (на сръбски: Сава Симеон Протић Наумовић или Sava Simeon Protić Naumovi) е македонски сърбоманин, духовник, архимандрит, деец на Сръбската пропаганда в Македония.

## Биография
Роден е в 1844 година в западномакедонския град Тетово. Ръкоположен е за свещеник през юли 1870 година и е иконом в родния си град. От 1873 година участва активно в сръбското просветно и църковно дело и сътрудничи на всички сръбски консули. В 1903 година се замонашва и получава офикията архимандрит.
В 1903 година, поради болестта на митрополит Фирмилиан Скопски, архимандрит Сава е назначен за администратор на Скопската епархия и я управлява в продължение на две години до идването на митрополит Викентий. В този период успява да реши положително много важни въпроси за епархията. Администратор е и на Велешко-Дебърската митрополия. След оставката на митрополит Никифор Рашко-Призренски, той е избран за администратор и на Рашко-Призренската митрополия. Архимандрит сава е мъдър, хитър, изпълнителен и упорит в преследването на целите на пропагандата. Добре познава и използва дипломатически турските слабости. Успява да издейства от османския валия отваряне на затворените от месеци сръбски училища, като властите не искат от учигелите дипломи, а след два месеца те се представят накуп на валията.
След Младотурската революция в 1908 година е делегат на Първата сръбска конференция, провела се между 12 и 15 август 1908 г. в Скопие, на която е основана Сръбска демократическа лига в Османската империя.
Архимандрит Сава е организатор на сърбите по време на посрещането на турския султан Мехмед V в Косово. В началото на март 1912 година Патриаршията го суспендира като администратор. Останалата част от живота си прекара в Тетово. Погребан е в църквата „Свети Никола“, която е издигната с негови усилия. На няколко пъти сръбското правителство мисли да го назначи за митрополит, но Вселенската патриаршия го отхвърля.
Умира на 13 октомври 1920 година в Тетово.